# Saint-Germain-la-Campagne
Saint-Germain-la-Campagne ist eine französische Gemeinde mit 858 Einwohnern (Stand: 1. Januar 2022) im Département Eure in der Region Normandie. Sie gehört zum Arrondissement Bernay und zum Kanton Beuzeville.

## Geografie
Saint-Germain-la-Campagne liegt etwa 16 Kilometer südöstlich von Lisieux in der Landschaft Pays d’Auge. An der nördlichen Gemeindegrenze verläuft das Flüsschen Courtonne (Orbiquet). Umgeben wird Saint-Germain-la-Campagne von den Nachbargemeinden Courtonne-les-Deux-Églises im Nordwesten und Westen, Saint-Mards-de-Fresne im Norden und Nordosten, Capelle-les-Grands im Osten, Saint-Jean-du-Thenney im Südosten, La Vespière im Süden, Orbec im Süden und Südwesten, Saint-Martin-de-Bienfaite-la-Cressonnière im Südwesten und Westen sowie La Chapelle-Yvon im Westen und Nordwesten.
Am südöstlichen Rand der Gemeinde führt die Autoroute A28 entlang.

## Bevölkerungsentwicklung
| Jahr                       | 1962 | 1968 | 1975 | 1982 | 1990 | 1999 | 2006 | 2013 | 2020 |
| Einwohner                  | 696  | 642  | 747  | 755  | 793  | 748  | 777  | 894  | 864  |
| Quellen: Cassini und INSEE |      |      |      |      |      |      |      |      |      |

## Sehenswürdigkeiten
- Kirche Saint-Germain-d'Auxerre
- Kapelle Notre-Dame-de-Bon-Secours im Ortsteil La Métairie
- Herrenhaus Le Grand-Feugueray, Monument historique seit 1973

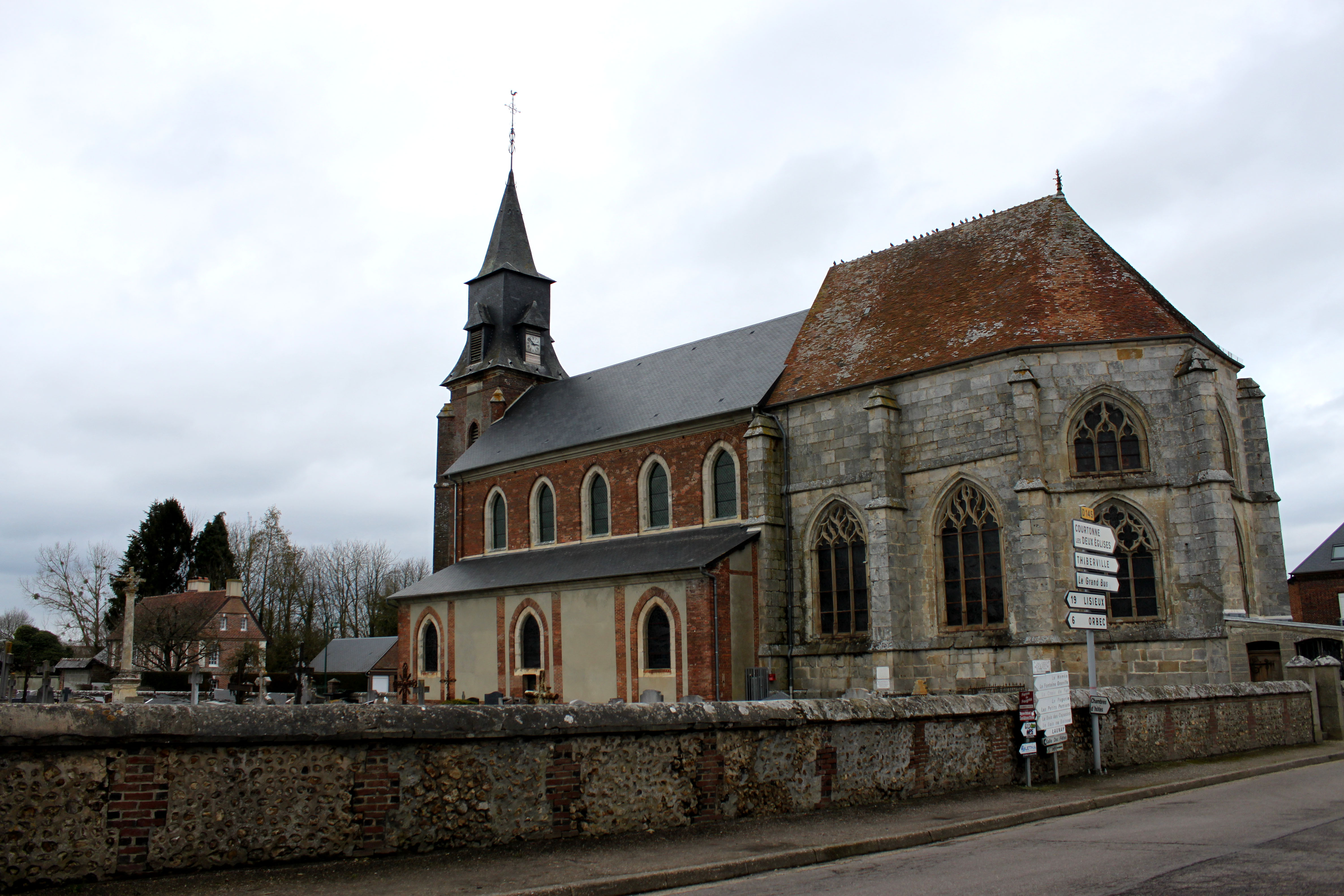
Kirche Saint-Germain
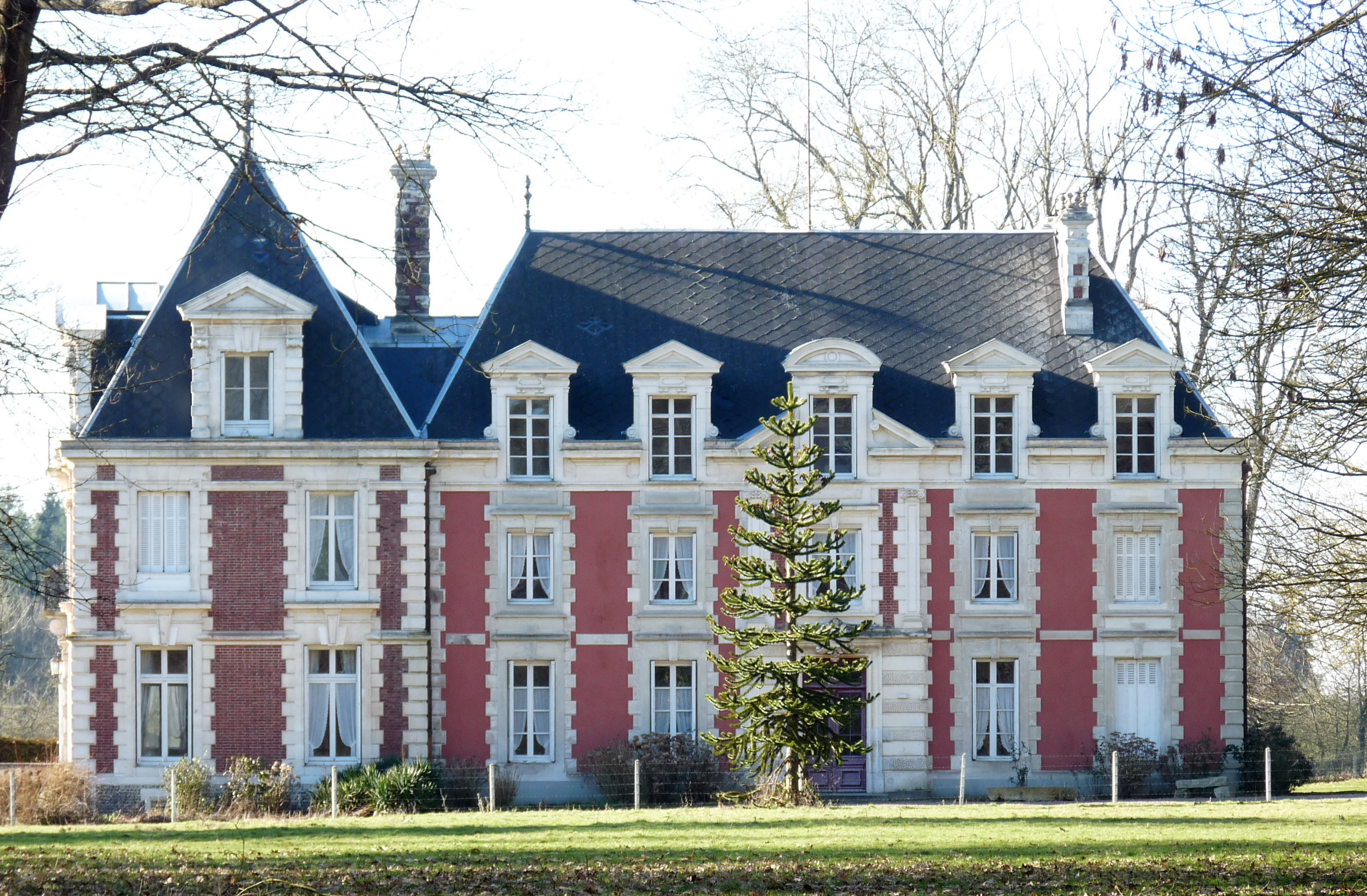
Herrenhaus Le Grand-Feugueray
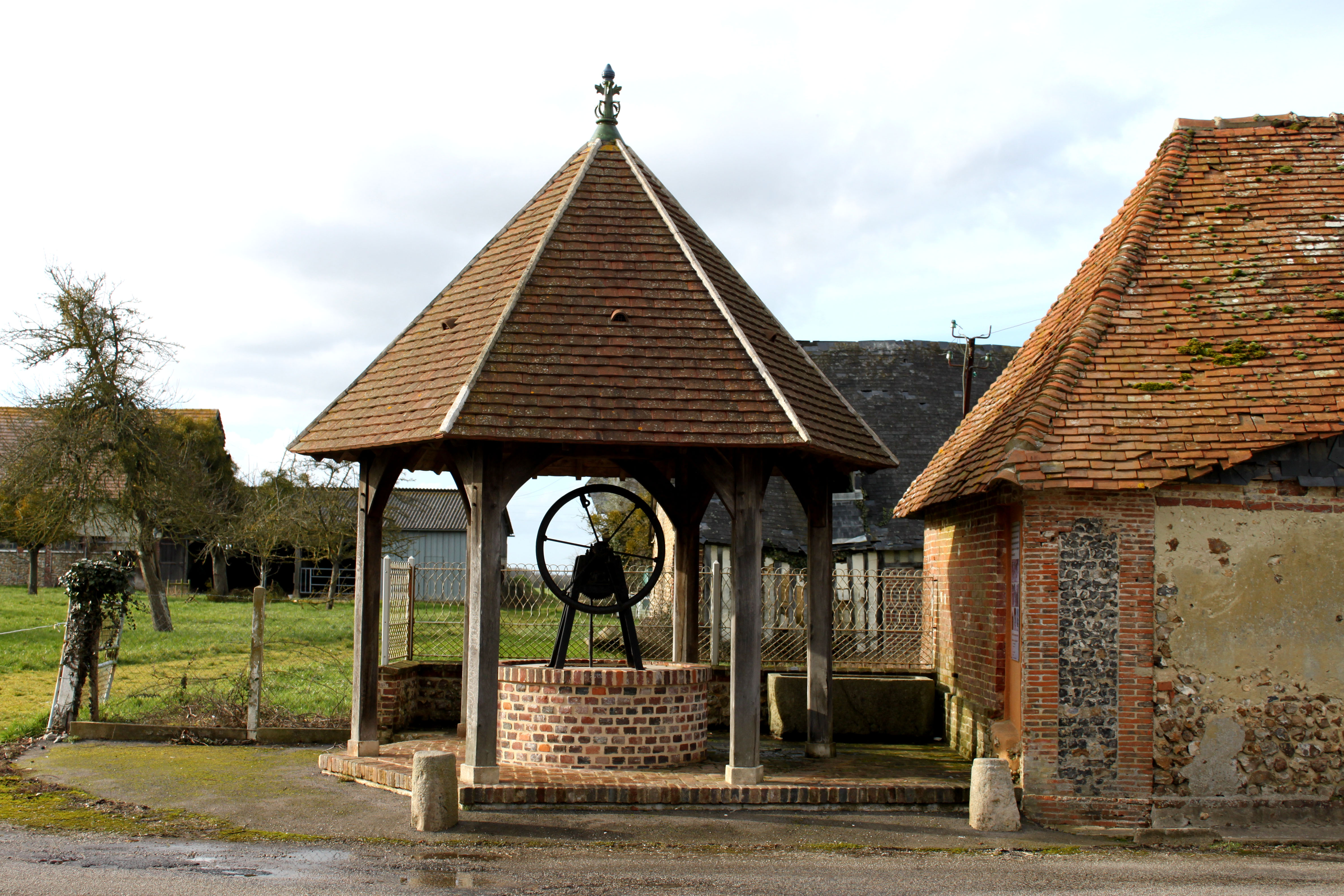
Brunnen
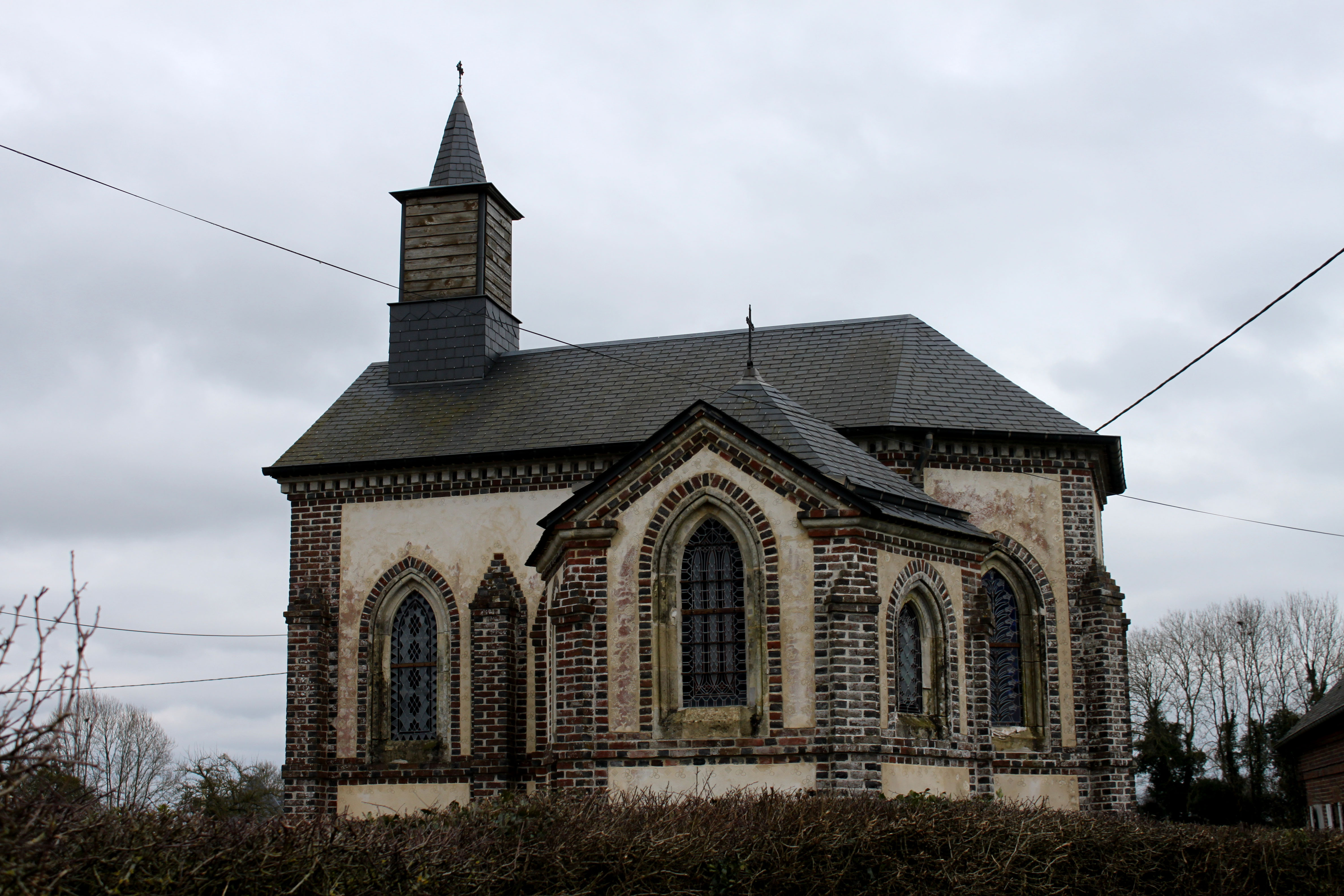
Kapelle Notre-Dame-de-Bon-Secours